# Zenonina
Zenonina Simon, 1898 è un genere di ragni appartenente alla famiglia Lycosidae.

## Distribuzione
Le sei specie sono diffuse in Africa orientale e meridionale: la specie dall'areale più vasto è la Z. mystacina, reperita in Namibia e Sudafrica.

## Tassonomia
Non sono stati esaminati esemplari di questo genere dal 1959.
Attualmente, a dicembre 2021, si compone di 6 specie:
- Zenonina albocaudata Lawrence, 1952 — Sudafrica
- Zenonina fusca Caporiacco, 1941 - Etiopia
- Zenonina mystacina Simon, 1898 - Namibia, Sudafrica
- Zenonina rehfousi Lessert, 1933 - Angola
- Zenonina squamulata Strand, 1908 - Etiopia
- Zenonina vestita Simon, 1898[2] - Etiopia